# Struan Bridge

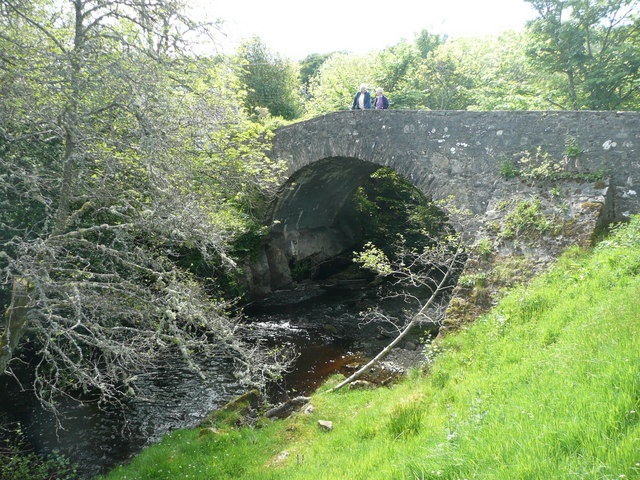
Blick auf die Brücke

Die Struan Bridge ist eine Brücke, die im Norden von Schottland in der Council Area Perth and Kinross eine schmale Straße von der Ortschaft Old Struan nach Westen über den Errochty Water führt. Das einbogige Bauwerk ist aus Bruchsteinen aufgebaut und weist auf der Nordwestseite einen Stützpfeiler auf. Es ist seit 1971 als Listed Building der Kategorie B eingestuft.